# Wzgórza Górnopalatynacko-Górnomeńskie
Wzgórza Górnopalatynacko-Górnomeńsskie (niem. Oberpfälzisch-Obermainisches Hügelland) – makroregion fizycznogeograficzny w Bawarii wyróżniony przez niemiecki Urząd Ochrony Środowiska (niem. Bundesamt für Naturschutz, BfN).  Jest to długi na 170 km., ale szeroki jedynie na 7-35 km. pas licznych wzgórz oddzielających wyższą Wyżynę Frankońską na zachodzie oraz Smreczany i Krainę Szumawską na wschodzie. 
Obszar składa się z dwóch mezoregionów. Na północy Wzgórza Górnomeńskie są odwadniane przez górny Men, będący dopływem Renu. Największym miastem mezoregionu jest Bayreuth. Południową część odwadnia rzeka Naab, będąca dopływem Dunaju. Ten mezoregion znajduje się w rejencji Górny Palatynat, a najważniejszym miastem w jego granicach jest Amberg.